# Alexander de Meulenaere

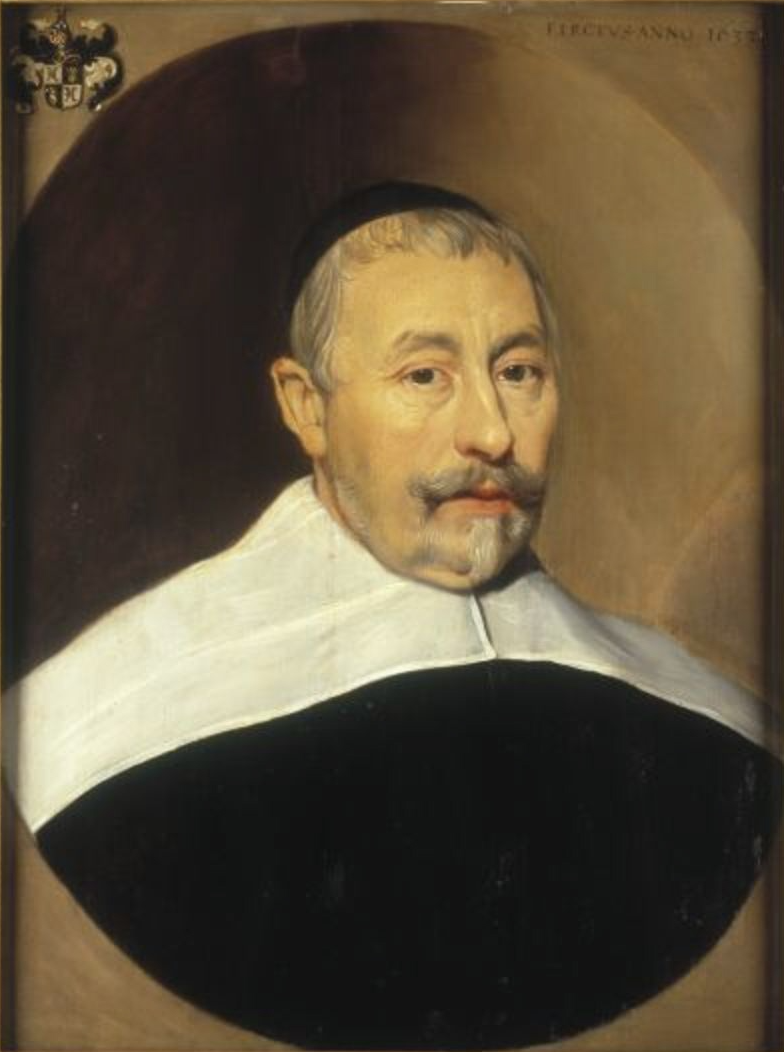

Alexander de Meulenaere (1587 - Brugge, 17 november 1660), ook de Muelenaere, was tot zevenmaal burgemeester van Brugge.

## Levensloop
Alexander de Meulenaere was een telg uit een uit Cadzand afkomstige koopmansfamilie De Meulenaere. De familie De Meulenaere bestond uit rijke kooplieden die tot de notabelen maar niet tot de adel behoorden. 
Alexander was een zoon van Willem de Meulenaere en Madeleine Weyts dit van de Capelle. Hij was een kleinzoon van Pieter de Meulenaere († 1561), die in 1547 het voormalig Hof van Saint-Pol aankocht langs de Langerei (later klooster Sarepta) en er zich vestigde.
Alexander trouwde in 1608 met Jacoba-Maria D'Agua dit Van Quickelborné († 12 november 1666), dochter van Matthias D'Agua, die burgemeester van Brugge was geweest, en van Madeleine Humbeloot. Het echtpaar kreeg vijf kinderen. Door dit huwelijk werd Alexander, die tot dan vrijlaat in het Brugse Vrije was, poorter van Brugge. 
Vanaf oktober 1609 ging het echtpaar wonen in het herenhuis aan de Dyver dat het had gekocht van Daniel de Schietere de Lophem, die het op zijn beurt had gekocht van Joos de Damhouder. 
In 1607, het jaar voor hij trouwde, had Alexander een natuurlijk kind bij de Française Pierrette Pulcerant. Deze dochter, Maria, werd in 1626 karmelietes in Brugge.
In 1617 werd hij lid van de Edele Confrérie van het Heilig Bloed en was in 1620 proost. Hij was koning van de schermersgilde van de Heilige Michiel. In 1629 werd hij lid van de Kruisboogschuttersgilde Sint-Joris. In 1639 werd hij lid van de Handboogschuttersgilde Sint-Sebastiaan.
Alexander de Meulenaere en zijn echtgenote werden begraven in de Eekhoutabdij.

## Stadsmagistraat
Vanaf 1609 (hij was toen tweeëntwintig) tot aan zijn dood, behoorde Alexander de Meulenaere tot de Brugse stadsmagistraat. Hij bekleedde bijna ononderbroken allerhande functies, waarvan verschillende malen de hoogste. Zijn curriculum omvatte:
- 1609-1610: schepen
- 1610-1611: raadslid
- 1612-1613: raadslid
- 1615-1616: schepen
- 1616-1617: thesaurier
- 1617-1618: thesaurier
- 1618-1919: schepen
- 1619-1620: raadslid
- 1620-1622: schepen
- 1624-1625: schepen
- 1627-1628: schepen
- 1628-1629: burgemeester van de raadsleden
- 1631-1633: burgemeester van de schepenen
- 1634-1635: raadslid
- 1636-1637: burgemeester van de schepenen
- 1637-1638: schepen
- 1638-1639: burgemeester van de raadsleden
- 1639-1640: burgemeester van de schepenen
- 1640-1641: schepen
- 1641-1642: burgemeester van de schepenen
- 1643-1644: raadslid
- 1644-1645: schepen en vanaf 22 januari 1645 burgemeester van de schepenen
- 1646-1647: schepen
- 1648-1649: burgemeester van de schepenen
- 1649-1650: eerste schepen
- 1652-1653: burgemeester van de schepenen
- 1653-1654: eerste schepen
- 1654-1655: raadslid
- 1656-1657: eerste schepen.

Na het Twaalfjarig Bestand (1609-1621) werd de periode gekenmerkt door onveiligheid vanwege de oorlogen tussen Frankrijk en Spanje enerzijds, tussen de Nederlandse Provincies en Spanje anderzijds, die vaak om en rond Brugge tot het treffen van legers aanleiding gaven. Plunderingen en het vluchten van de landelijke bevolking naar de stad waren er het gevolg van. De rust keerde pas terug na de Vrede van Munster (1648).
Alexander de Meulenaere werd in 1652 voogd van het Sint-Janshospitaal. Jacob van Oost maakte van hem een portret dat zich tot vandaag bevindt in de reeks voogdenportretten van deze instelling. Hij was ook gouverneur van de Bogaerdenschool.